# Campeonato Roraimense 2025
El Campeonato Roraimense de 2025 fue la 70.ª edición del campeonato de fútbol del estado de Roraima. El Campeonato comenzó el 8 de febrero, finalizó el 5 de abril, y contó con la participación de 8 equipos.

## Derechos de transmisión
TV Record adquirió los derechos de transmisión de los partidos del campeonato, un acuerdo regional organizado con la FRF a través de la negociación de la competición estatal, los partidos fueron transmitidos todos los sábados con imágenes en vivo por la emisora de Roraima afiliada a TV Record, TV Imperial.

## Sistema de disputa
A diferencia de los últimos años, el formato de la competición de la edición del campeonato que marca 30 años de fútbol profesional en Roraima fue en el sistema de todos contra todos en una sola vuelta, donde los cuatro mejores avanzaron a las semifinales para definir a los finalistas.
En la primera fase todos los equipos se enfrentaron entre sí. En total, cada equipo jugó siete partidos. Al final de la fase de clasificación, los cuatro primeros compitieron por dos plazas en la final. En la semifinal, el equipo que ocupó el primer lugar se enfrentó al cuarto, y el equipo que ocupó el segundo lugar se enfrentó al equipo que ocupó el tercer lugar.

## Primera fase
| Pos. | Equipo           | Pts. | PJ | G | E | P | GF | GC | Dif. | Clasificación 2025            |
| ---- | ---------------- | ---- | -- | - | - | - | -- | -- | ---- | ----------------------------- |
| 1    | GAS              | 16   | 7  | 5 | 1 | 1 | 23 | 5  | +18  | Clasificado a las semifinales |
| 2    | Baré             | 16   | 7  | 5 | 1 | 1 | 19 | 3  | +16  | Clasificado a las semifinales |
| 3    | Monte Roraima    | 14   | 7  | 4 | 2 | 1 | 12 | 4  | +8   | Clasificado a las semifinales |
| 4    | São Raimundo     | 13   | 7  | 4 | 1 | 2 | 15 | 7  | +8   | Clasificado a las semifinales |
| 5    | Rio Negro        | 10   | 7  | 3 | 1 | 3 | 9  | 11 | −2   |                               |
| 6    | Náutico          | 4    | 7  | 1 | 1 | 5 | 9  | 22 | −13  |                               |
| 7    | Atlético Roraima | 3    | 7  | 0 | 3 | 4 | 3  | 20 | −17  |                               |
| 8    | Progresso        | 2    | 7  | 0 | 2 | 5 | 1  | 19 | −18  |                               |

Actualizado a los partidos jugados el 26 de marzo de 2025.
 Fuente: Globo Esporte

## Fixture
- La hora de cada encuentro corresponde al huso horario correspondiente al Estado de Roraima (UTC-4).

| Fecha         | Hora  | Partido          | Partido | Partido          |
| ------------- | ----- | ---------------- | ------- | ---------------- |
| 8 de febrero  | 16:00 | GAS              | 2-0     | Baré             |
| 8 de febrero  | 18:00 | Náutico          | 1-1     | Atlético Roraima |
| 11 de febrero | 19:00 | Monte Roraima    | 1-0     | Rio Negro        |
| 15 de febrero | 16:00 | Baré             | 4-0     | Rio Negro        |
| 15 de febrero | 18:00 | Progresso        | 1-2     | GAS              |
| 18 de febrero | 20:00 | Náutico          | 1-4     | Monte Roraima    |
| 22 de febrero | 16:00 | São Raimundo     | 2-0     | Náutico          |
| 22 de febrero | 18:00 | GAS              | 0-0     | Monte Roraima    |
| 25 de febrero | 18:00 | Atlético Roraima | 0-0     | Baré             |
| 25 de febrero | 20:00 | Rio Negro        | 0-0     | Progresso        |
| 1 de marzo    | 16:00 | Monte Roraima    | 1-2     | Baré             |
| 2 de marzo    | 16:00 | GAS              | 1-2     | São Raimundo     |
| 4 de marzo    | 17:00 | Náutico          | 5-0     | Progresso        |
| 4 de marzo    | 19:00 | Atlético Roraima | 0-2     | Rio Negro        |
| 7 de marzo    | 19:00 | São Raimundo     | 3-0     | Progresso        |
| 8 de marzo    | 16:00 | Monte Roraima    | 3-0     | Atlético Roraima |
| 8 de marzo    | 18:00 | Rio Negro        | 0-4     | GAS              |
| 10 de marzo   | 18:00 | Baré             | 4-0     | Náutico          |
| 10 de marzo   | 20:00 | Progresso        | 0-0     | Atlético Roraima |
| 15 de marzo   | 16:00 | Atlético Roraima | 1-8     | GAS              |
| 15 de marzo   | 18:00 | Baré             | 2-0     | São Raimundo     |
| 18 de marzo   | 18:00 | Progresso        | 0-2     | Monte Roraima    |
| 18 de marzo   | 20:00 | Rio Negro        | 5-1     | Náutico          |
| 22 de marzo   | 16:00 | Náutico          | 1-6     | GAS              |
| 22 de marzo   | 18:00 | Rio Negro        | 2-1     | São Raimundo     |
| 24 de marzo   | 19:00 | Atlético Roraima | 1-6     | São Raimundo     |
| 26 de marzo   | 18:00 | Progresso        | 0-7     | Baré             |
| 26 de marzo   | 20:00 | São Raimundo     | 1-1     | Monte Roraima    |

## Fase final

### Semifinales
| Fecha       | Hora  | Partido | Partido | Partido       |
| ----------- | ----- | ------- | ------- | ------------- |
| 29 de marzo | 16:00 | GAS     | 2-1     | São Raimundo  |
| 29 de marzo | 18:00 | Baré    | 0-1     | Monte Roraima |

### Final
| Fecha      | Hora  | Partido | Partido        | Partido       |
| ---------- | ----- | ------- | -------------- | ------------- |
| 5 de abril | 20:00 | GAS     | 1-1 (pen. 4-3) | Monte Roraima |

## Goleadores
- Actualizado el 5 de abril de 2025.

| Jugador         | Club          | Goles |
| --------------- | ------------- | ----- |
| Alexsander Coca | Baré          | 6     |
| Eric Santos     | Monte Roraima | 5     |
| Fabricio Kanté  | São Raimundo  | 5     |
| Dantas          | Rio Negro     | 5     |
| Railson Queiroz | GAS           | 4     |

## Clasificación general
| Pos. | Equipo           | Pts. | PJ | G | E | P | GF | GC | Dif. | Clasificación 2025                                                             |
| ---- | ---------------- | ---- | -- | - | - | - | -- | -- | ---- | ------------------------------------------------------------------------------ |
| 1    | GAS              | 20   | 9  | 6 | 2 | 1 | 26 | 7  | +19  | Campeón, Clasificado a la Serie D 2026, Copa de Brasil 2026 y Copa Verde 2026. |
| 2    | Monte Roraima    | 18   | 9  | 5 | 3 | 1 | 14 | 5  | +9   | Subcampeón, Clasificado a la Copa de Brasil 2026.                              |
| 3    | Baré             | 16   | 8  | 5 | 1 | 2 | 19 | 4  | +15  |                                                                                |
| 4    | São Raimundo     | 13   | 8  | 4 | 1 | 3 | 16 | 9  | +7   |                                                                                |
| 5    | Rio Negro        | 10   | 7  | 3 | 1 | 3 | 9  | 11 | −2   |                                                                                |
| 6    | Náutico          | 4    | 7  | 1 | 1 | 5 | 9  | 22 | −13  |                                                                                |
| 7    | Atlético Roraima | 3    | 7  | 0 | 3 | 4 | 3  | 20 | −17  |                                                                                |
| 8    | Progresso        | 2    | 7  | 0 | 2 | 5 | 1  | 19 | −18  |                                                                                |

Actualizado a los partidos jugados el 5 de abril de 2025.
 Fuente: Globo Esporte